# 呂号第百六潜水艦
| 画像をアップロード |                                                             |
| 艦歴               |                                                             |
| 計画               | 昭和16年度計画（マル臨計画）                                |
| 起工               | 1941年12月17日                                              |
| 進水               | 1942年5月30日                                               |
| 就役               | 1942年12月26日                                              |
| その後             | 1944年5月22日戦没                                           |
| 除籍               | 1944年8月10日                                               |
| 性能諸元           |                                                             |
| 排水量             | 基準：525トン 常備：601トン 水中：782トン                   |
| 全長               | 60.90m                                                      |
| 全幅               | 6.00m                                                       |
| 吃水               | 3.51m                                                       |
| 機関               | 艦本式24号6型ディーゼル2基2軸 水上：1,000馬力 水中：760馬力 |
| 電池               | 1号15型120個                                                |
| 速力               | 水上：14.2kt 水中：8.0kt                                    |
| 航続距離           | 水上：12ktで3,500海里 水中：3ktで60海里                     |
| 燃料               | 重油：50トン                                                |
| 乗員               | 38名                                                        |
| 兵装               | 25mm機銃連装1基2挺 魚雷発射管 艦首4門 53cm魚雷8本           |
| 備考               | 安全潜航深度：75m                                           |

呂号第百六潜水艦（ろごうだいひゃくろくせんすいかん）は、日本海軍の潜水艦。呂百型潜水艦（小型）の7番艦。

## 艦歴
- 1941年（昭和16年）12月17日 - 呉海軍工廠で起工。
- 1942年（昭和17年）5月30日 - 進水
  - 12月26日 - 竣工。佐世保鎮守府籍に編入[2][3]。
- 1943年（昭和18年）3月15日 - 第8艦隊第7潜水戦隊に編入[2]。
  - 3月31日 - 佐世保を出航[2]。
  - 4月12日 - ラバウル着[2]
  - 4月22日 - ラバウルを出航。ガダルカナル島東方で活動[2]。
  - 5月31日 - ラバウルを出航。ガダルカナル島東方で活動[2]。
  - 6月30日 - ラバウルを出航。レンドバ島方面で活動[2]。
  - 7月18日 - 南緯09度03分 東経158度11分 / 南緯9.050度 東経158.183度のブランチェ水道で、米戦車揚陸艦LST-342（英語版）を雷撃により撃沈[4]。
  - 9月1日 - ラバウルを出航。サンクリストバル方面で活動[2]。
  - 10月27日 - ラバウルを出航[2]。
  - 11月8日 - 佐世保着[2]
  - 12月17日 - 佐世保を出航。29日、ラバウル着[2]。
- 1944年（昭和19年）2月3日 - スルミ輸送。12日にも同輸送を実施[4]。
  - 3月4日 - ブラウンの潜航偵察を実施[2]。
  - 5月16日 - トラック出航。あ号作戦により「ナ」散開線に配備[4]。
  - 5月22日 - アドミラルティ諸島北方で米バックレイ級護衛駆逐艦「イングランド」の攻撃により戦没。宇田艦長以下49名が戦死[3]。
  - 6月25日 - アドミラルティ方面で亡失と認定[5]。

撃沈総数1隻、撃沈トン数1,625トン。

## 歴代艦長
※『艦長たちの軍艦史』457-458頁による。

### 艤装員長
- 不詳

### 艦長
- 佐伯卓夫 少佐：1942年12月26日 -
- 中村元夫 大尉：1943年6月12日 -
- 宇田恵泰 大尉：1944年5月15日 - 5月22日戦死